# Forges
Antonio Fraguas de Pablo (Madrid, 17 de enero de 1942-Madrid, 22 de febrero de 2018), más conocido como Forges, fue un humorista gráfico español.

## Biografía
De padre gallego, el escritor y periodista Antonio Fraguas Saavedra, y madre catalana, María Ascensión de Pablo López, fue bautizado con el nombre Rafael Antonio Benito Fraguas de Pablo, y pasó su infancia en una amplia familia en la que fue el segundo de nueve hermanos: María, Enrique, Berta, Isabel, María José, Rafael, José María y Paloma.
Fue un mal estudiante pero un gran lector de Richmal Crompton y sus libros sobre Guillermo el Travieso (Guillermo Brown). Cursó en el Instituto Ramiro de Maeztu de Madrid sus primeros años escolares, y los primeros cursos de bachillerato en los Sagrados Corazones. En 1956 a sus catorce años comienza a trabajar como técnico de telecine en Televisión Española (TVE) y como mezclador de imagen desde 1962. Abandonó la plantilla de TVE siendo coordinador de Estudio en 1973 para dedicarse profesionalmente al humor gráfico. Había publicado su primer dibujo en 1964 en el diario Pueblo, de la mano de Jesús Hermida, y luego pasó a Informaciones. Jesús de la Serna le encomendó el chiste editorial. Realizó el servicio militar como furriel de artillería, y se casó con Pilar Garrido Cendoya y tuvo tres hijas y un hijo; en 1970 comienza a colaborar en Diez Minutos y trabaja en las revistas de humor Hermano Lobo, Por Favor y El Jueves, y en los semanarios Sábado Gráfico, Interviú, Lecturas, etc. Desde 1981 publicaba el chiste editorial en Diario 16 y posteriormente en El Mundo, pero dejó este periódico después de haber sido uno de sus siete fundadores, y en 1995 pasó a firmar el chiste editorial de El País.
En 1992 apareció su novela Doce de Babilonia. Forges se revelaba como un novelista bastante sólido y ordenado, aunque quizá pecando de excesiva dependencia del humor gráfico en el planteamiento "gamberro" de sus rasgos humorísticos. Ambientada en una imaginaria Babilonia, narra las vicisitudes de un grupo de sabios, los doce Akadémikos, a quienes persigue el Sumo Sacerdote de la ciudad, Okrom, por el odio que este sujeto tiene a cualquier avance técnico, cultural o científico. La protección que el rey Nabucodonosor les dispensa no es suficiente para librarles de la persecución. Ideológicamente muy simple en sus planteamientos, incurre voluntariamente en anacronismos a fin de presentar la historia como una eterna lucha entre el Odio y el Amor, el Terror y el Humor.
Dirigió dos películas (País, S.A., 1975 y El bengador Gusticiero y su pastelera madre, 1977) y cuatro series de humor en televisión, El Muliñandupelicascarabajo (1968), Nosotros (1969) y 24 horas aquí (1976), en TVE; y Deforme semanal (1991), en Telemadrid con su hermano José María. En radio participó en programas como Protagonistas de Luis del Olmo y La ventana de Javier Sardá y Gemma Nierga, y antes de su fallecimiento lo hacía en No es un día cualquiera, de RNE, con Pepa Fernández. En 2014 presentó y dirigió el programa de televisión Pecadores impequeibols en La 2 de TVE.
Falleció el 22 de febrero de 2018 a los setenta y seis años de edad en el hospital Fundación Jiménez Díaz de Madrid, a causa de un cáncer de páncreas.

## Estilo
Su nombre artístico consiste en la traducción al idioma catalán de su primer apellido, Fraguas. Como humorista utilizaba unos muy personales bocadillos de gruesa línea negra y un estilizado lenguaje extraído directamente de la calle. «Inventor» de palabras y modismos léxicos (gensanta, stupendo, bocata, firulillo, esborcio, jobreído, gürtélido, tontolcool, etc.), fue uno de los pocos humoristas con un oído sensible al lenguaje popular. Gráficamente creó, asimismo, el taco o palabra malsonante tachada en los textos de sus dibujos, consiguiendo una expresión léxica atenuada para algunos de sus personajes de acendrado lenguaje coloquial popular.
En su obra ocupa un lugar fundamental el costumbrismo y la crítica social. Su fuerte fue la visión crítica de las situaciones de la vida cotidiana. Forges creó toda una extensa iconografía de personajes y situaciones cómicas que refleja la idiosincrasia y la sociología de la España contemporánea:
- Mariano, un burgués frustrado casado con una gordísima mujer llamada Concha, que representa a la represiva conciencia.
- Los náufragos en una isla aburrida que tienen que combatir la soledad con una hipertrofia de la fantasía.
- Los Blasillos que representan la España rural y eterna.
- Las viejas que conjugan informática y paletez.
- Los oficinistas cabreados.
- El matrimonio sepultado en una cama inmensa.
- El jefe potentado y gilipollas.
- El yuppi americanizado e idiota.
- El niñato pijo e imbécil.
- El alienado por el fútbol.
- El oficinista cabreado y subversivo.
- El descolgado que cierra bares.
- El pretensor de ventanilla.
- El enclaustrado en el búnker.
- El funcionario profundo.
- El político corrupto.
- El potentado reaccionario.

Una parte sustancial de su obra la constituyen los álbumes sobre historia de España en cómic, como Historia de Aquí, Los forrenta años e Historia Forgesporánea, y sus manuales de Informática para torpes. Afirmaba que en España no hace falta inspiración para ser humorista. En 2007 intervino en el libro homenaje a Uderzo (actual autor de Astérix y Obélix), con motivo de su octogésimo cumpleaños, álbum en el que treinta artistas del cómic mundial dibujaron aventuras de los mencionados personajes con sus respectivos estilos.
En 2008 propuso a instituciones españolas la posibilidad de lograr el apoyo de los humoristas gráficos de todo el mundo a los Objetivos del Milenio de la ONU, propuesta que se presentó oficialmente en el Instituto Cervantes de Nueva York en octubre del dicho año, con motivo de la Asamblea General de las Naciones Unidas, bajo el patrocinio del Gobierno y el apoyo técnico de la Agencia EFE de España, mostrando a los medios de comunicación acreditados ante el alto organismo internacional un DVD conteniendo el compromiso explícito de apoyo a la difusión de los referidos Objetivos del Milenio, de algunos de los principales humoristas gráficos iberoamericanos, como acción inicial coordinada del proyecto.
En 2012, y a propuesta del claustro académico de la Universidad de Alcalá de Henares, fue nombrado director técnico del Instituto Quevedo del Humor, primer centro específico universitario fundado en España de estudios sobre el humor en todas sus facetas.
En diciembre de 2018 la Biblioteca Nacional de España (BNE) recibió el legado de su obra entregada por sus familiares, cumpliendo el deseo que el propio Forges expresó en marzo de 2016 cuando declaraba que estaba dispuesto a entregar todos sus dibujos a la Biblioteca Nacional. Posteriormente, en diciembre de 2019, la BNE recibió una segunda entrega compuesta por más de 29.000 dibujos originales que habían sido publicados en El País, Jano, Interviú, o en algunas de sus obras como "Forgescedario", "Los forrenta años·, "Historia forgesporánea", "Historia de aquí" o "Megatorpe".

## Galardones
Antonio Fraguas «Forges», que nunca quiso ser miembro de ningún jurado, y que nunca se presentó ni personalmente ni por terceros a ningún concurso ni galardón, poseía varios premios para los que no se necesita postularse, como el Premio a la Libertad de Expresión de la Unión de Periodistas de España; también era Colegiado de Honor del Colegio de Periodistas de Cataluña y estaba en posesión de la Creu de Sant Jordi, máxima condecoración catalana.

Era Premio Antonio de Sancha (2001), de los editores madrileños, y Premio Internacional de Humor Gat Perich. El 7 de diciembre de 2007, el Consejo de Ministros de España le concedió la Medalla de Oro al Mérito en el Trabajo. En noviembre de 2009, la Asociación de Libreros le concede el Premio Leyenda, por su defensa constante de la lectura y los libros a través de sus dibujos. En abril de 2011, el Consejo de Ministros de España le otorgó la Medalla de Oro al Mérito en las Bellas Artes. Así mismo, recibe el galardón Onda Mediterránea 2011. En diciembre del mismo año, recoge el premio Emilio Castelar, en la especialidad de Eficacia Comunicativa, de los periodistas gaditanos. En mayo de 2012 recibe el Premio de la FAO, por la difusión en sus dibujos del problema alimentario en el mundo. También en 2012 recibe el galardón de Socio de Honor del Orfeón burgalés, por la reiterada aparición de dicha institución en sus chistes, y el Premio Notario del Humor concedido por la Universidad de Alicante.

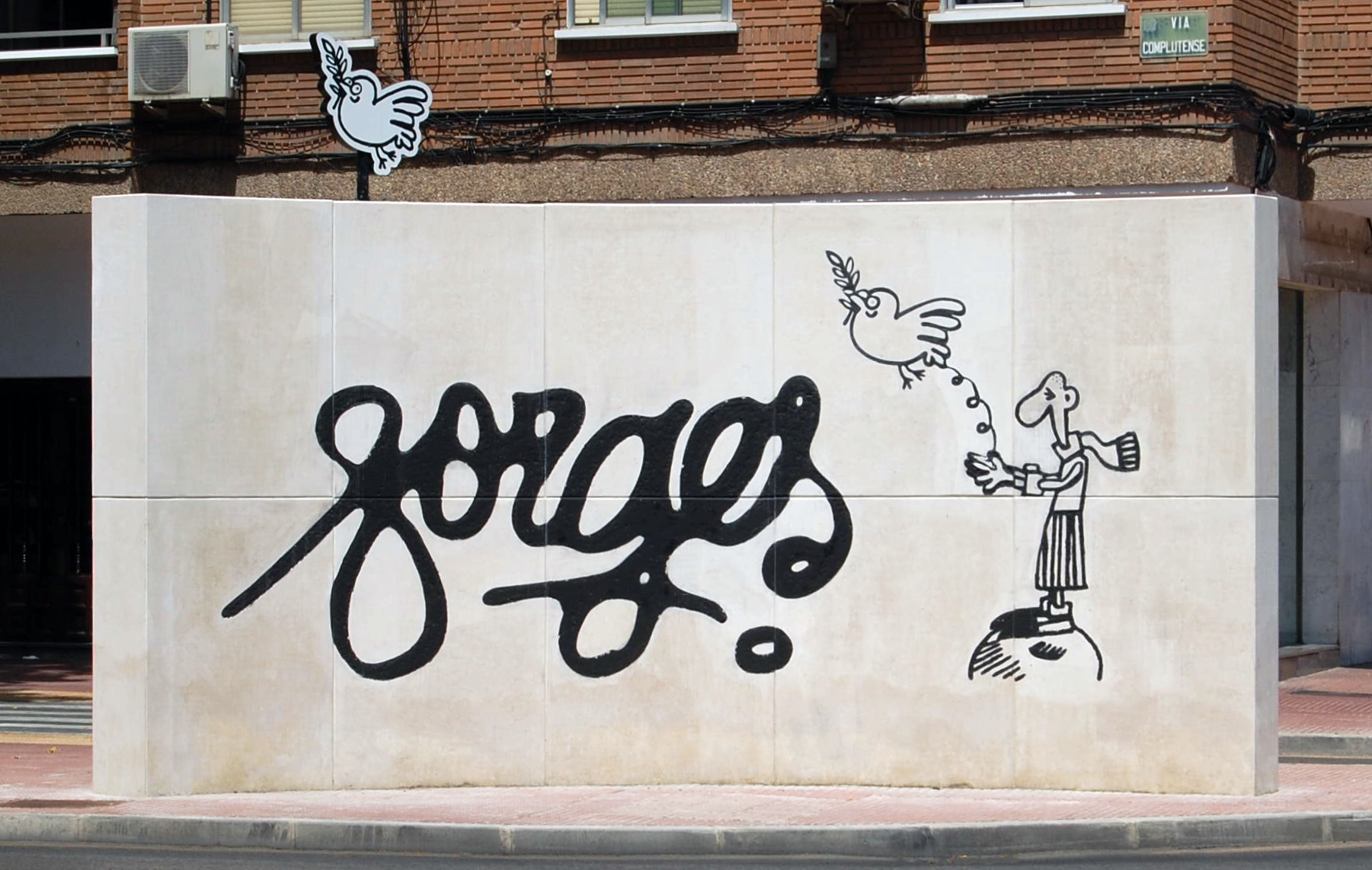
Monumento a Forges en Alcalá de Henares inaugurado en 2021

En 2013, la fundación Rodolfo Benito Samaniego, de Alcalá de Henares, le otorga el Premio a la Convivencia, Paz y Libertad. En octubre de este mismo año, recibe la distinción Liber Press, junto a Joan Manuel Serrat y Eduardo Punset, en Gerona. En diciembre de 2013 recibió el Premio Nacional de Periodismo Pedro Antonio de Alarcón en su duodécima edición, en reconocimiento a su trayectoria. En 2014 es galardonado con el Premio Artemio Precioso por su labor en defensa del medio ambiente. Con motivo de sus cincuenta años de ejercicio de la profesión, se editó un cupón de la ONCE y una hoja de sellos de Correos con dibujos suyos, y es nombrado doctor honoris causa por la Universidad Miguel Hernández de Elche. En noviembre del mismo año se le concede, por unanimidad del jurado, el Premio Iberoamericano de Humor Gráfico Quevedos. El 28 de enero de 2016 fue nombrado también doctor honoris causa por la Universidad de Alcalá.
En 2021 se inaugura una glorieta con un monumento en su honor en Alcalá de Henares. El 17 de enero de 2022 Google celebró el 80 aniversario de Forges con un "doodle".

## Obras

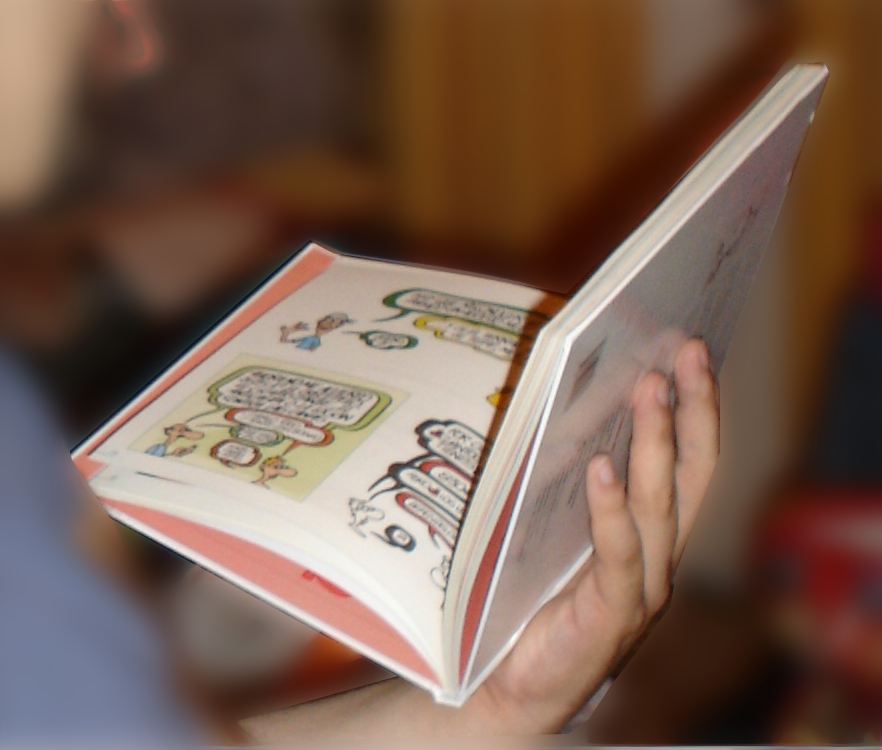
Leyendo a Forges

- 1972 — El libro del Forges (humor gráfico).
- 1973 — Forges 2 (humor gráfico).
- 1974 — Comiciclos (cómic).
- 1974 — Forges 3 (humor gráfico).
- 1976 — Los Forrenta años (40 años de franquismo) (cómic).
- 1978 — La Consti (la Constitución de 1978 al alcance de cualquier lector) (cómic).
- 1979 — Forges 4 (humor gráfico).
- 1980 — Historia de Aquí (cómic).
- 1980 — Forgescedario (libros de dibujos de la A a la J).
- 1982 — Forges 5 (dibujos).
- 1982 — Los Wordiales '82 (cómic).
- 1984 — Historia Forgesporánea (cómic).
- 1985 — Los Manuales de Crisp & Son (cómic).
- 1992 — Doce de Babilonia (novela).
- 1992–2007 — Informática para torpes, con el superhéroe Megatorpe (ilustraciones de 81 tomos).
- 1996 — Colección La Neurona Feliz (6 tomos de dibujos).
- 2003 — Números pares, impares e idiotas con Juan José Millás.
- 2004 — Humor del Día (humor gráfico).
- 2005 — Arte de am@r (humor gráfico).
- 2006 — «La Guerra Incivil», la Guerra Civil española en cómic, de la serie Historia de Aquí.
- 2006 — El ambiente siempre está en medio, con Joaquín Araujo.
- 2010 - Ilustra La Posguerra vista por una particular y su marido, de Pilar Garrido Cendoya.
- 2011 - Con Alfonso Azpiri, inicia colección de terror-humor, 1.er. tomo 'DRÁCULA'
- 2011 - Ilustra 'Polvo eres', de Nieves Concostrina.
- 2012 - 2.º Tomo de la colección terror-humor con Azpiri: 'EL MONSTRUO DE FRANKENSTEIN'
- 2013 - Ilustrador del libro de Pilar Garrido DEL GUATEQUE AL ALTAR
- 2013 - 3.er Tomo de la colección terror-humor con Azpiri: EL FANTASMA DE CANTERVILLE
- 2014 - Coloreitor, libro de coloreo contra el estrés.
- 2014 - Publica El libro (de los 50 años) de Forges, conmemorativo de su medio siglo de profesión.
- 2015 - Los más de la Historia de Aquí, en tres tomos, Ed. Espasa